# Теория сравнительных преимуществ
Тео́рия сравни́тельных преиму́ществ (англ. theory of comparative advantage) — экономическая модель, сформулированная Давидом Рикардо в начале XIX века.
Давид Рикардо развил теорию абсолютных преимуществ Адама Смита и показал, что торговля выгодна каждой из двух стран, даже если одна из них не обладает абсолютным преимуществом в производстве любых конкретных товаров. Исходя из тех же допущений, что и теория абсолютных преимуществ, теория сравнительных преимуществ использует понятие альтернативной цены (рабочее время, необходимое на производство единицы одного товара, выраженное через рабочее время, необходимое для производства единицы другого товара).
Из этого следует, что специализация на производстве товара, имеющего максимальные сравнительные преимущества, выгодна, даже если нет абсолютных преимуществ.

## Теория сравнительных преимуществ на примере двух стран и двух товаров
Рассмотрим в качестве примера 2 страны, которые производят 2 товара.
|         | Сыр | Вино |
| ------- | --- | ---- |
| Франция | 2   | 1    |
| Испания | 4   | 3    |

В данном случае во Франции затраты времени в производстве обоих товаров меньше (она обладает абсолютным преимуществом). Согласно А. Смиту, торговля между странами принесёт выгоды только Франции. Однако, с точки зрения теории сравнительных преимуществ Д. Рикардо, при определённом соотношении цен между товарами, торговля может приводить к взаимной выгоде обеих стран даже при абсолютном преимуществе только одной из них.
Рассчитаем альтернативные цены производства каждого из товаров в каждой стране:
|         | Сыр (в ед. Вина) | Вино (в ед. Сыра) |
| ------- | ---------------- | ----------------- |
| Франция | 2 / 1            | 1 / 2             |
| Испания | 4 / 3            | 3 / 4             |

В данном случае одна единица сыра (например, килограмм) во Франции стоит 2 единицы вина (2 бутылки), а в Испании единица сыра стоит дешевле ({\displaystyle {\tfrac {4}{3}}} единицы вина). В то же время единица вина в Испании стоит {\displaystyle {\tfrac {3}{4}}} единицы сыра, что дороже чем во Франции. Таким образом, если Франция будет производить вино для Испании, а Испания — сыр для Франции, то обе страны выиграют трудовые ресурсы. На каждой закупленной единице сыра Франция будет экономить {\displaystyle 2-{\tfrac {4}{3}}={\tfrac {2}{3}}} единицы вина, а Испания {\displaystyle {\tfrac {3}{4}}-{\tfrac {1}{2}}={\tfrac {1}{4}}} единицы сыра на каждой закупленной единице вина.

## Ограничения модели
- Требуется наличие как минимум двух стран и двух товаров.
- Если одна страна имеет сравнительное преимущество в сфере производства одного товара, то другая страна будет иметь сравнительное преимущество в сфере производства другого товара.
- Цена труда одинакова в обеих странах.
- Торговые отношения происходят в условиях «laissez-faire».
- Отсутствие технологических изменений и затрат на перевозку.
- Не учитывается ёмкость рынка стран, а также является ли страна монопольным производителем товара.

В модели вводится неявный запрет на перемещение капитала между странами. В случае, если перемещение капитала будет таким же свободным, как и перемещение товара, часть капитала переместится из одной страны в другую.

## Эмпирический подход к сравнительному преимуществу
Сравнительное преимущество — это теория о преимуществах, которые принесут специализация и торговля, а не строгое предсказание реального поведения. На практике правительства ограничивают международную торговлю по целому ряду причин; при Улиссе Гранте США отложили открытие свободной торговли до тех пор, пока их промышленность не наберёт силу, следуя примеру, приведенному ранее Великобританией. Тем не менее существует большое количество эмпирических работ, проверяющих предсказания сравнительного преимущества. Эмпирические работы обычно включают проверку предсказаний конкретной модели. Например, модель Рикардо предсказывает, что технологические различия в странах приводят к различиям в производительности труда. Различия в производительности труда, в свою очередь, определяют сравнительные преимущества разных стран. Например, тестирование модели Рикардо предполагает изучение взаимосвязи между относительной производительностью труда и моделями международной торговли. Страна, которая относительно эффективно производит обувь, как правило, экспортирует обувь.

### Анализ экономических преобразований в Японии
Оценка обоснованности сравнительных преимуществ в глобальном масштабе на примере современных реалий является аналитически сложной задачей из-за множества факторов, определяющих глобализацию: инвестиции, миграция и технологические изменения оказывают существенное влияние помимо сугубо торговых факторов. Даже если бы мы могли изолировать работу открытой торговли от других процессов, установление её причинного воздействия также остается сложным: это потребовало бы сравнения с мифическим миром без открытой торговли. Учитывая долговременность различных аспектов глобализации, трудно оценить единственное воздействие открытой торговли на ту или иную экономику.
Даниэль Бернхофен и Джон Браун попытались решить эту проблему, используя естественный внезапный переход к открытой торговле в условиях рыночной экономики на примере Японии. Японская экономика действительно развивалась в течение нескольких столетий в условиях автаркии и квази-изоляции от международной торговли, и при этом к середине XIX века была сложной рыночной экономикой с населением в 30 миллионов человек. Под военным давлением Запада Япония открыла свою экономику для внешней торговли посредством ряда неравноправных договоров.
В 1859 году договоры ограничили барьерные тарифы до 5 % и открыли торговлю с западными странами. Учитывая, что переход от автаркии, или самодостаточности, к открытой торговле был почти одномоментным, в первые 20 лет торговли произошло мало изменений в основах экономики. Общий закон сравнительных преимуществ предполагает, что экономика должна в среднем экспортировать товары с низкими ценами самообеспечения и импортировать товары с высокими ценами самообеспечения. Бернхофен и Браун обнаружили, что к 1869 году цены на основной экспорт Японии — шёлк, выросли на 100 % в реальном выражении, в то время как цены на многочисленные импортные товары снизились на 30-75 %. В следующем десятилетии соотношение импорта к валовому внутреннему продукту достигло 4 %.

### Структурная оценка
Ещё одним важным способом демонстрации обоснованности сравнительных преимуществ являются подходы «структурной оценки». Эти подходы основывались на Рикардианской формулировке двух товаров для двух стран и последующих моделях со многими товарами или многими странами. Цель состояла в том, чтобы достичь формулировки, учитывающей как многочисленные товары, так и многочисленные страны, с тем чтобы более точно отразить реальные условия. Джонатан Итон и Сэмюэл Кортум подчеркивали, что убедительная модель должна включать идею «континуума товаров», разработанную Дорнбушем и др. как для товаров, так и для стран. Они смогли сделать это, допуская произвольное (целочисленное) число стран i и имея дело исключительно с единичными трудовыми потребностями для каждого товара (по одному для каждой точки на единичном интервале) в каждой стране (из которых есть i).

### Более ранняя эмпирическая работа
Два первых критерия сравнительного преимущества были проведены Макдугаллом (1951, 1952). Прогноз двухстрановой модели сравнительных преимуществ Рикардо заключается в том, что страны будут экспортировать товары, где выпуск на одного работника (то есть производительность) выше. То есть мы ожидаем положительной зависимости между выпуском продукции на одного работника и количеством экспорта. Макдугалл проверил эту связь с данными из США и Великобритании и действительно нашёл положительную связь. Статистический тест этой положительной связи был воспроизведен с новыми данными Stern (1962) и Balassa (1963).
Доши с соавторами (1988) провёл объёмное эмпирическое исследование, которое показало, что международная торговля промышленными товарами в значительной степени обусловлена различиями в национальных технологических компетенциях.
Одна критика хрестоматийной модели сравнительного преимущества состоит в том, что существует только два товара. Результаты модели являются надёжными для этого предположения. Дорнбуш и др. (1977) обобщили теорию, чтобы учесть такое большое количество товаров, которое образует гладкий континуум. Частично основываясь на этих обобщениях модели, Дэвис (1995) предлагает более поздний взгляд на Рикардианский подход к объяснению торговли между странами с аналогичными ресурсами.
Совсем недавно Голуб и Се (2000) представили современный статистический анализ взаимосвязи между относительной производительностью и моделями торговли, который обнаружил достаточно сильные корреляции, а Нанн (2007) пришел к выводу, что страны, имеющие более строгое соблюдение контрактов, специализируются на товарах, требующих специфических для отношений инвестиций.
Если говорить о более широкой перспективе, то была проведена работа по изучению преимуществ международной торговли. Zimring & Etkes (2014) считают, что блокада Сектора Газа, которая существенно ограничила доступность импорта в Газу, привела к падению производительности труда на 20 % за три года. Маркусен и др. (1994) сообщают о последствиях перехода от автаркии к свободной торговле во время Реставрации Мэйдзи, в результате чего национальный доход увеличился до 65 % за 15 лет.

## Экономика развития
Теория сравнительных преимуществ и вытекающий из неё вывод о том, что нации должны специализироваться, критикуются на прагматических основаниях в рамках теории импортозамещающей индустриализации экономики развития, на эмпирических основаниях тезисом Зингера—Пребиша, который утверждает, что условия торговли между первичными производителями и промышленными товарами ухудшаются с течением времени, а также на теоретических основаниях младенческой промышленности и кейнсианской экономики. В старых экономических терминах сравнительному преимуществу противостояли меркантилизм и экономический национализм. Вместо этого они утверждают, что, хотя страна изначально может оказаться в сравнительно неблагоприятном положении в данной отрасли (например, японские автомобили в 1950-х годах), страны должны приютить и инвестировать в отрасли, пока они не станут глобально конкурентоспособными. Кроме того, они утверждают, что сравнительное преимущество, как уже было сказано, является статической теорией — оно не учитывает возможности изменения преимуществ в результате инвестиций или экономического развития и, следовательно, не даёт ориентиров для долгосрочного экономического развития.
Многое было написано со времен Рикардо по мере развития торговли и усложнения трансграничной торговли. Сегодня торговая политика, как правило, больше фокусируется на «конкурентном преимуществе», а не на «сравнительном преимуществе». Одно из наиболее глубоких исследований «конкурентных преимуществ» было проведено в 1980-х годах в рамках проекта администрации Рейгана «Сократ» по созданию основы для основанной на технологиях системы разработки конкурентной стратегии, которая могла бы использоваться для руководства Международной торговой политикой.

## Критика модели
Теория сравнительных преимуществ стала осью всемирного экономического порядка. Заложенная в ней предпосылка о том, что с точки зрения общественного благосостояния все виды человеческой деятельности равноценны, может быть оправданной, если речь идёт о торговле между странами примерно равного уровня развития. Но она перестаёт быть оправданной в случае обмена между развитыми и неразвитыми странами. Аргументация теории сравнительных преимуществ основывается на трудовой теории стоимости, сохранившейся только в марксизме, и не делает разницы между трудочасами работника Кремниевой долины и жителя Сомали. До середины 1960-х годов экономические показатели Сомали выглядели немного лучше, чем у Южной Кореи, но затем Корея благодаря промышленной политике вырывается из своего «сравнительного преимущества» в сельском хозяйстве, сырье и дешевой рабочей силе, а Сомали остаётся нищим, продолжая специализироваться на тех же природных «преимуществах отсталости».

После шока 1957 года, когда Советский Союз запустил первый спутник и стало ясно, что СССР опережает США в космической гонке, русские могли бы, вооружившись торговой теорией Рикардо, аргументированно утверждать, что американцы имеют сравнительное преимущество в сельском хозяйстве, а не в космических технологиях. Последние, следуя этой логике, должны были бы производить продовольствие, а русские — космические технологии…
Рикардо, исключив из экономической теории качественное понимание экономических перемен и динамики, создал теорию, которая позволяет стране полноценно специализироваться на бедности.— Э. Райнерт
Хотя теория сравнительных преимуществ не требует отказа от развития, она лишь показывает, что менее развитые страны могут получить выгоды от торговли с более развитыми несмотря на отсутствие абсолютных преимуществ т.е. им не нужно бояться свободной торговли. А полученная выгода, в свою очередь, позволит им развивать экономику, а станут они это делать или нет, это не вопрос экономических моделей.